# Agadez
Agadez, o anche Agadès, è un comune urbano del Niger di 173 256 abitanti, facente parte del dipartimento di Tchirozerine e capoluogo della regione omonima.
Si trova nel Sahara ed è la capitale del Aïr, una delle tradizionali federazioni Tuareg.
Nella regione sono stati rinvenuti importanti reperti archeologici che attestano, verso l'inizio del II millennio a.C., la presenza di una civiltà del rame.

## Storia
La città fu fondata prima del XIV secolo e divenne gradualmente la più importante città Tuareg, superando Assodé grazie al commercio trans-sahariano. La città è tuttora interessata dal traffico di carovane che trasportano sale da Bilma.
Nella prima metà del XV secolo Agadez divenne capitale del sultanato omonimo e, attorno al 1515, fu conquistata dall'Impero Songhai. A quell'epoca la città aveva una popolazione di circa 30 000 persone e costituiva un passaggio cardine per le carovane che commerciavano tra le città dell'Africa occidentale di Kano e Timbuktu e le oasi dell'Africa del nord di Ghat, Gadames, oltre che con Tripoli, sulla costa Mediterranea. Il declino iniziò dopo l'invasione del Marocco, quando la popolazione precipitò a meno di 10,000 abitanti.
La città fu presa dai francesi nel 1906, pur mantenendo una parvenza di autonomia, a cui seguì la feroce repressione di una ribellione guidata da Kaocen Ag Mohammed nel 1916. Negli anni 1990 Agadez fu un importante centro della rivolta dei Tuareg.

## Economia
Agadez è stata negli anni ottanta un fiorente centro commerciale. Erano gli anni della Parigi-Dakar, che aveva attratto turisti e visitatori. Bernardo Bertolucci la scelse per girare alcune scene del film Il tè nel deserto.
Oggi l'insediamento versa in condizioni economiche difficili, a seguito della scomparsa del turismo causata dalla guerriglia tuareg, che ha isolato la regione. Le uniche attività che alimentano i traffici in città sono l'estrazione dell'uranio, risorsa di cui l'area è tra le più ricche al mondo, e il notevole flusso migratorio verso nord, per lo più diretto in Europa, che vede nella città un nodo di traffico fondamentale.
La città è inoltre conosciuta per il mercato dei cammelli, per l'argenteria e per la lavorazione della pelle.

## Cultura

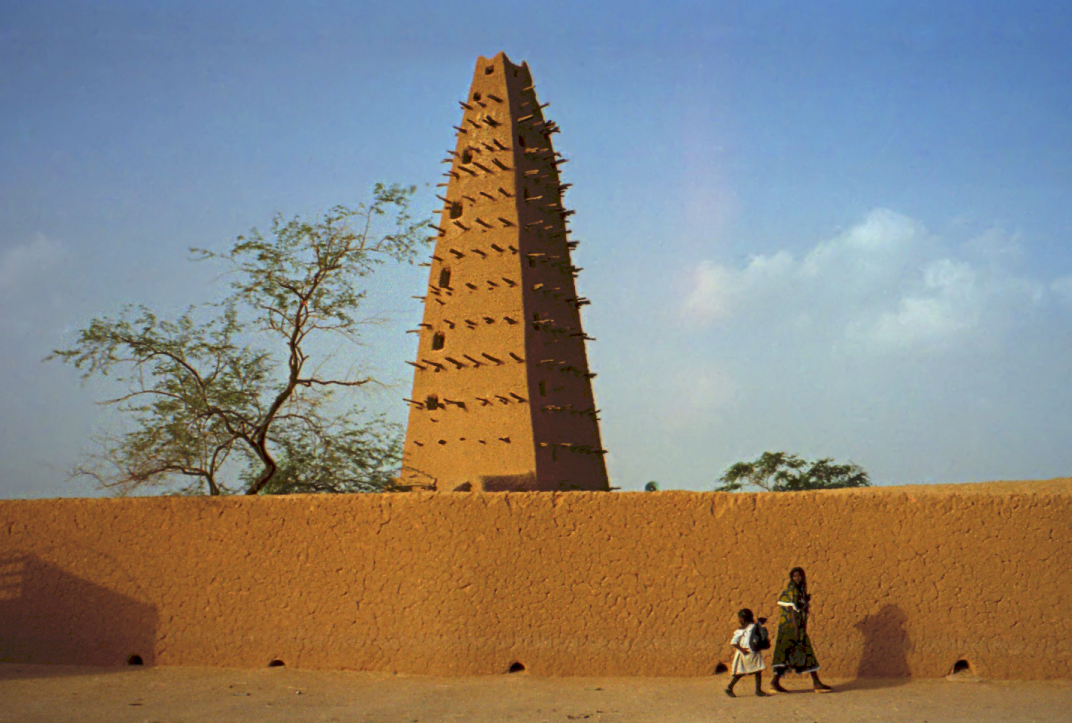
La Grande Moschea di Agadez.

Monumenti rilevanti della città sono la Moschea di Agadez, originariamente edificata nel 1515 e successivamente ricostruita con lo stesso stile nel 1844, il Palazzo Kaocen (ora un hotel) e il Palazzo del Sultano.

## Infrastrutture e trasporti
La città è collegata al resto della nazione tramite l'Aeroporto di Agadez-Manu Dayak, intitolato a Mano Dayak, leader Tuareg nativo della regione.